# Cooper T12

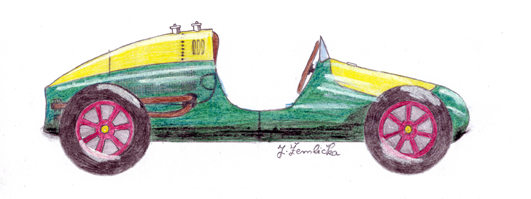
Disegno di una Cooper T12

La Cooper T12 è una monoposto di Formula 2 e Formula 3 progettata da Owen Maddock e costruita dalla casa automobilistica britannica Cooper Car Company.

## Livrea
La vettura utilizzata da Harry Schell aveva una livrea mostrante i colori tradizionali statunitensi. Era difatti prevalentemente blu con il cofano anteriore e la parte superiore del cofano posteriore dipinte di bianco. Anche i numeri di gara erano applicati con vernice bianca.

## Caratteristiche
La Cooper T12 deriva direttamente dalla Cooper Mk IV, dalla quale differisce per un passo più lungo.
La T12 poteva gareggiare sia in Formula 3, montando un motore JAP monocilindrico da 500 cm³, che in Formula 2, montando un motore JAP V2 da 1 000 cm³. Invece il telaio usato da Shell nel Gran Premio di Monaco 1950 montava un motore V2 da 1 100 cm³ con un angolo tra le bancate di 60°.
La Cooper T12 si tratta inoltre della prima vettura di Formula 1 con motore posteriore e, assieme alla Ferrari 375 F1, la prima con un motore a V.

## Carriera agonistica

### Stagione 1950
La Cooper T12 prese parte a una sola gara nel campionato mondiale di Formula 1, ossia al Gran Premio di Monaco 1950. Essa corse per la Horschell Racing Corporation con al volante il pilota statunitense Harry Schell. Tuttavia l'auto non era competitiva tant'è che si qualificò solo in 20ª posizione. In gara invece si ritirò per via di un incidente al primo giro.
La vettura prese parte anche a gare non valide per il campionato mondiale, come la Jersey Road Race 1950.
La Cooper T12 trattasi del primo modello della Cooper Car Company a prendere parte a un Gran Premio di Formula 1.

## Risultati in Formula 1
| Anno | Team                         | Motore | Gomme | Piloti |  |     |  |  |  |  |  | Punti | Pos. |
| ---- | ---------------------------- | ------ | ----- | ------ |  | --- |  |  |  |  |  | ----- | ---- |
| 1950 | Horschell Racing Corporation | JAP    | D     | Schell |  | Rit |  |  |  |  |  | 0     | —    |

| Legenda | 1º posto     | 2º posto | 3º posto    | A punti         | Senza punti/Non class.  | Grassetto – Pole position Corsivo – Giro più veloce |
| Legenda | Squalificato | Ritirato | Non partito | Non qualificato | Solo prove/Terzo pilota | Grassetto – Pole position Corsivo – Giro più veloce |